# 一酸化窒素
一酸化窒素（いっさんかちっそ、英語: nitric oxide, 英語: nitrogen monoxide）は窒素と酸素からなる無機化合物で、化学式であらわすと NO。酸化窒素とも呼ばれる。
常温で無色・無臭の気体。水に溶けにくく、空気よりやや重い。有機物の燃焼過程で生成し、酸素に触れると直ちに酸化されて二酸化窒素 NO2 になる。硝酸の製造原料。光化学スモッグや酸性雨の成因に関連する。また体内でも生成し、血管拡張作用を有する。窒素の酸化数は+2。

## 製法
化学的には銅に希硝酸を作用させたり、二酸化窒素(NO2)に水(温水)を反応させることで生じる。
銅と希硝酸の反応
{\displaystyle {\ce {3Cu + 8HNO3 -> 3Cu(NO3)2 + 2NO + 4H2O}}}
二酸化窒素と水(温水)の反応
{\displaystyle {\ce {3NO2 + H2O -> 2HNO3 + NO}}}
また、二酸化硫黄と二酸化窒素の置換反応の過程でできる。
{\displaystyle {\ce {NO2 + SO2 -> NO + SO3}}}

## 環境に対する影響
高温で窒素と酸素が化合して一酸化窒素が生成する。自然界では主として雷や山火事によって生じるが、その発生源の大部分は、人為的理由による。人為的な発生源として、ボイラー、酸化剤として純酸素を用いるロケットを除いた全熱機関の排出ガス、焼却炉、石油ストーブ、暖炉、ガスコンロなどである。大気汚染で問題となる窒素酸化物 (NOx) の1つである。窒素酸化物は大気汚染防止法によって、自動車、火力発電所、航空機や船舶などの特定の排出源に対しては排出規制が行われているが、前記規制対象以外は野放しである。
大気へ放出された一酸化窒素は、二酸化窒素に酸化される。
一方、二酸化窒素は紫外線を受け一酸化窒素と原子状酸素になり、この原子状酸素がオゾンなど酸化物質（オキシダント）を生成するが、一酸化窒素が二酸化窒素に酸化される反応は、非メタン炭化水素(NMHC)が光反応により酸化した物質の存在下で加速するため、反応が連鎖的に進行し、光化学スモッグを引き起こす原因となる光化学オキシダントを生成する。
また、窒素酸化物は、大気中の水蒸気と反応すると硝酸に変化し、酸性雨の原因となる。

## 応用
オストワルト法でアンモニアを硝酸に変換する過程で中間産物としてできる。
一酸化窒素を用いてポリマー表面のラジカルを検出することができる。表面ラジカルを一酸化窒素が消去する際に生成される窒素をX線光電子分光で検出する方法である。

## 食事
アルギニンまたはタンパク質
体内では栄養素のアルギニンやシトルリンが一酸化窒素へと変換される。アルギニンは体内では腸管および腎臓の協同にてアンモニアから合成されるので、主としてタンパク質を摂取すればよい。
野菜
一方、近年ではアルギニンの他に野菜等に含まれる硝酸塩も体内にて一酸化窒素の原料として利用されているという見方をする主張もある。

## 生理機能
生体内では一酸化窒素は、一酸化窒素合成酵素 (NOS) によってアルギニンと酸素とから合成される。一酸化窒素は細胞内の可溶型グアニル酸シクラーゼを活性化してサイクリックGMP (cGMP) を合成させることによりシグナル伝達に関与する。
免疫に関与する細胞の一種マクロファージは病原体を殺すために一酸化窒素を産生する。しかしこれは逆に悪影響を及ぼすこともある。敗血症ではマクロファージが一酸化窒素を大量に産生し、それによる血管拡張が低血圧の主因となると考えられている。
一酸化窒素は神経伝達物質としても働く。シナプス間隙のみで働く多くの神経伝達物質と異なり、一酸化窒素分子は広い範囲に拡散して直接接していない周辺の神経細胞にも影響を与える。このメカニズムは記憶形成にも関与すると考えられている。
一酸化窒素の生物機能は1980年代において驚くべき発見として迎えられ、一酸化窒素は1992年の「サイエンス」誌で「今年の分子」として取り上げられた。1998年のノーベル生理学・医学賞は一酸化窒素のシグナル機能の発見によりフェリド・ムラド、ロバート・ファーチゴットとルイ・イグナロに授与された。
窒素酸化物（NO、NO2等）を吸入するとヘモグロビンの鉄が酸化されて、酸素運搬能力のないメトヘモグロビンが生成し、メトヘモグロビン血症になることがある。

### 臨床応用
血管内皮は一酸化窒素をシグナルとして周囲の平滑筋を弛緩させ、それにより動脈を拡張させて血流量を増やす。これがニトログリセリン、亜硝酸アミル、一硝酸イソソルビド（5-ISMN,アイトロール）などの亜硝酸誘導体が心臓病の治療に用いられる理由である。これらの化合物は一酸化窒素に変化し、心臓の冠動脈を拡張させて血液供給を増やす。

発毛剤ミノキシジル（リアップ）は cGMPの分解を抑制して毛細血管の血流量を増やす。一酸化窒素は陰茎の勃起でも働いており、同じく cGMP分解抑制薬であるシルデナフィル（バイアグラ）はこの機構を利用したものである。

一酸化窒素を気管内に吸入させることにより、肺動脈の血管平滑筋を弛緩させて、肺高血圧を改善させることができる。新生児の新生児遷延性肺高血圧や、開心術後の心臓の負荷軽減、原発性肺高血圧症の治療などに利用されるが、日本では保険適応外の先端治療扱いである。

静脈に比べて、動脈は酸素が多く、NOはNO2やHb-NO （ニトロソヘモグロビン） になりやすい。

NOは静脈を拡張させ、心臓の前負荷を減少させる薬理作用を持つことから、冠動脈疾患の他にも心不全・高血圧緊急症に用いられる。

#### 医療従事者へのリスク
一酸化窒素は空気中の酸素と結合し二酸化窒素となり、医療者へ害をなす恐れがある。症状には胸部不快感、めまい、のどの渇き、呼吸困難、頭痛などがある。長時間病室内に滞留させないように排気流路の工夫、活性炭の使用などを使用すると良い。